# Kuratorium Deutsche Altershilfe
Das Kuratorium Deutsche Altershilfe, Wilhelmine-Lübke-Stiftung e. V. (KDA) mit Sitz in Berlin entwickelt Konzepte und Modelle für die Altenhilfe (ambulant und stationär), fördert sie und hilft, sie in die Praxis umzusetzen.
Ein multidisziplinäres Team aus den Bereichen Volkswirtschaft, Architektur, Sozial-, Gesundheits- und Pflegewissenschaften, Psychologie, Sozialarbeit, Pädagogik, Sozialpädagogik, Biologie sowie Geographie berät, bildet fort, vernetzt und informiert Führungskräfte und Mitarbeiter zu folgenden Themen:
- Altersgerechtes Planen, Bauen und Wohnen
- Beratungsmodelle
- Bürgerschaftliches Engagement
- Evaluation
- Gemeinwesenorientierte Seniorenarbeit
- Netzwerkarbeit
- Pflege und Betreuung
- berufliche Qualifizierung
- Quartierskonzepte
- Strategieentwicklung und Controlling

## Geschichte
Die überparteiliche und gemeinnützige Institution wurde 1962 von Bundespräsident Heinrich Lübke und seiner Frau Wilhelmine Lübke ins Leben gerufen.
Anlass für die Gründung war die damals als unzureichend empfundene Versorgung älterer Menschen und vor allem die defizitäre Situation der Heime mit ihrem Charakter von Verwahranstalten.
Das KDA steht unter Schirmherrschaft von Bundespräsident Frank-Walter Steinmeier. Mitglieder des Kuratoriums sind namhafte Persönlichkeiten aus Politik, Wirtschaft, Wissenschaft, Wohlfahrtspflege und Altenhilfepraxis. Vorsitzende des Aufsichtsrats ist Lale Akgün. Die Kuratoren werden vom Bundespräsidenten berufen. Vorstandsvorsitzende des KDA ist Alexia Zurkuhlen.